# Apeadeiro de Padrão
O Apeadeiro de Padrão foi uma gare do Ramal da Lousã, que servia a localidade de Padrão, no Distrito de Coimbra, em Portugal.

## Descrição
O abrigo de plataforma situava-se do lado noroeste da via (lado esquerdo do sentido ascendente, a Serpins).

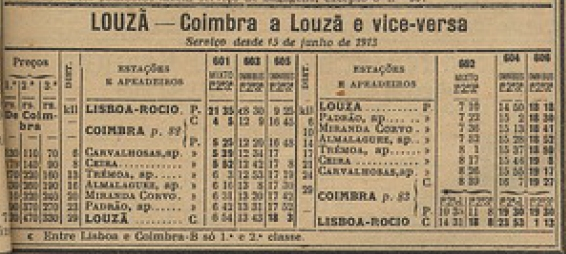
Horário da Ramal da Lousã em 1913, incluindo o apeadeiro de Padrão.

## História

### Abertura ao serviço
Este apeadeiro situava-se no lanço do Ramal da Lousã entre Coimbra e Lousã, que abriu à exploração em 16 de Dezembro de 1906, pela Companhia Real dos Caminhos de Ferro Portugueses.

### Século XXI
Em Fevereiro de 2009, a circulação no Ramal da Lousã foi temporariamente suspensa para a realização de obras, tendo os serviços sido substituídos por autocarros.

O troço entre Serpins e Miranda do Corvo foi encerrado no dia 1 de Dezembro de 2009, para as obras de construção do Metro Mondego. Já em 2007, o projeto apresentado para o Metro Mondego (entretanto nunca construído) preconizava a inclusão de Padrão como uma das 14 interfaces do Ramal da Lousã a manter como estação/paragem do novo sistema.